# Stipa pennata
El espolín (Stipa pennata) es una especie de la familia de las poáceas.

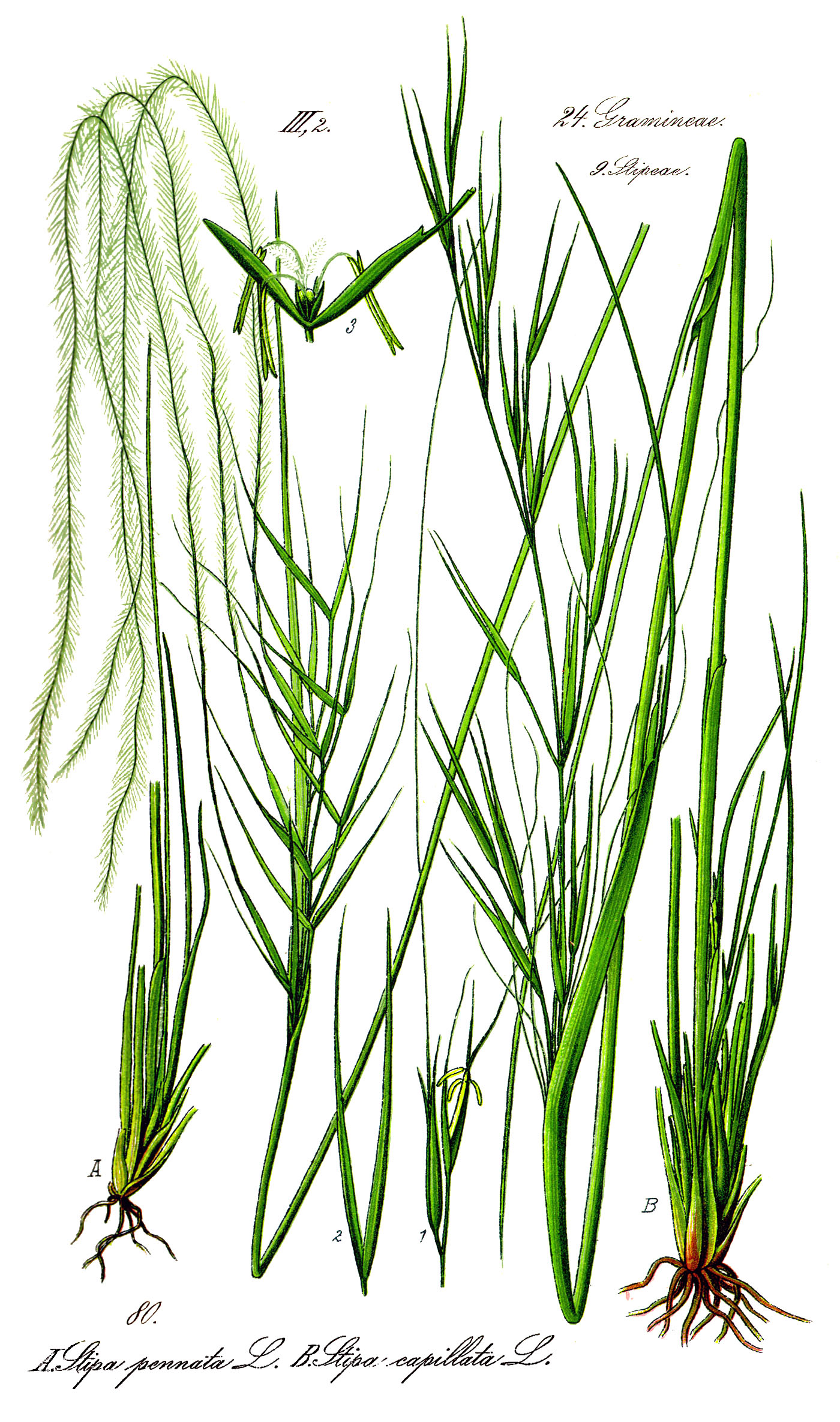
Ilustración

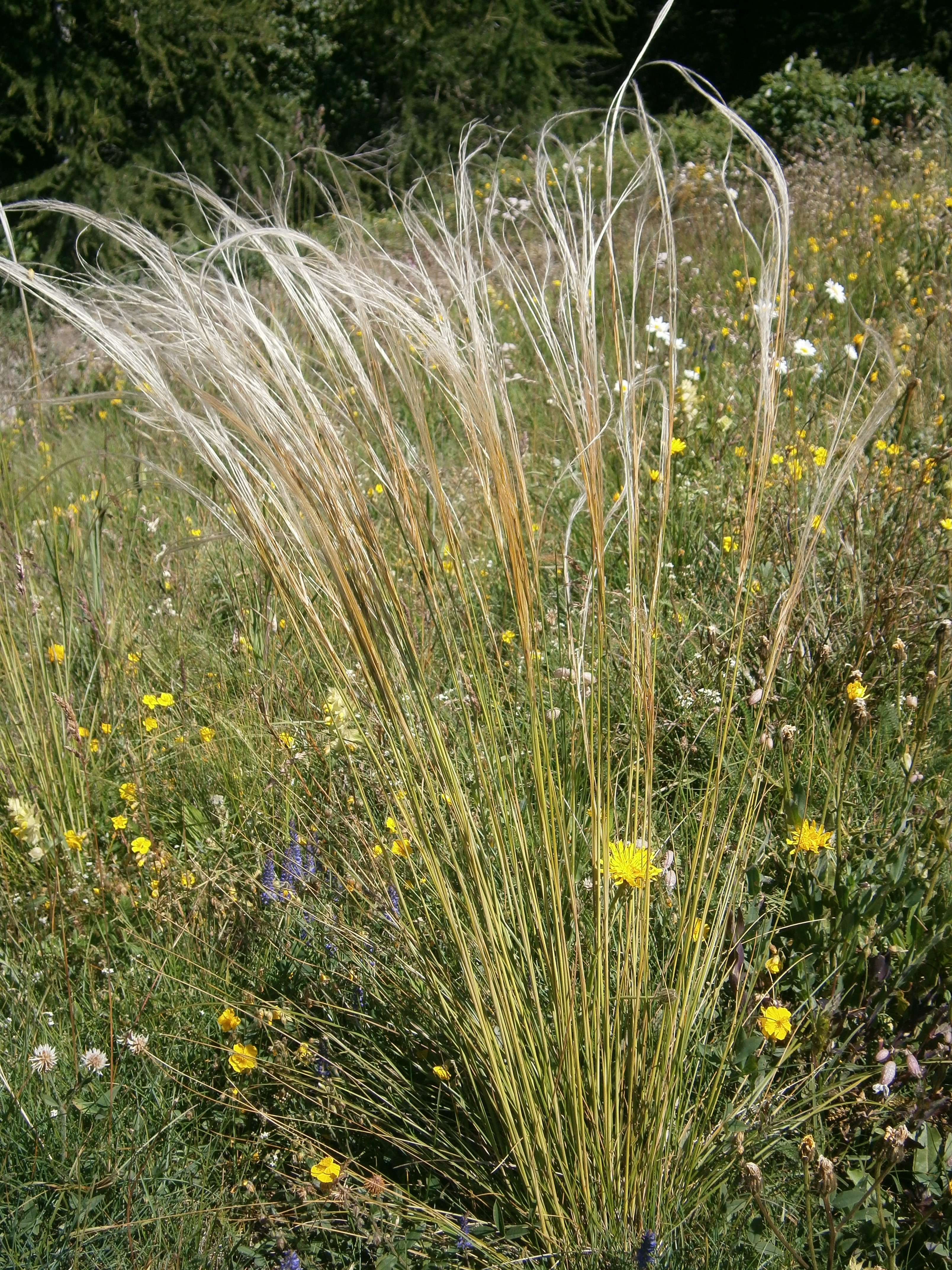
Vista de la planta

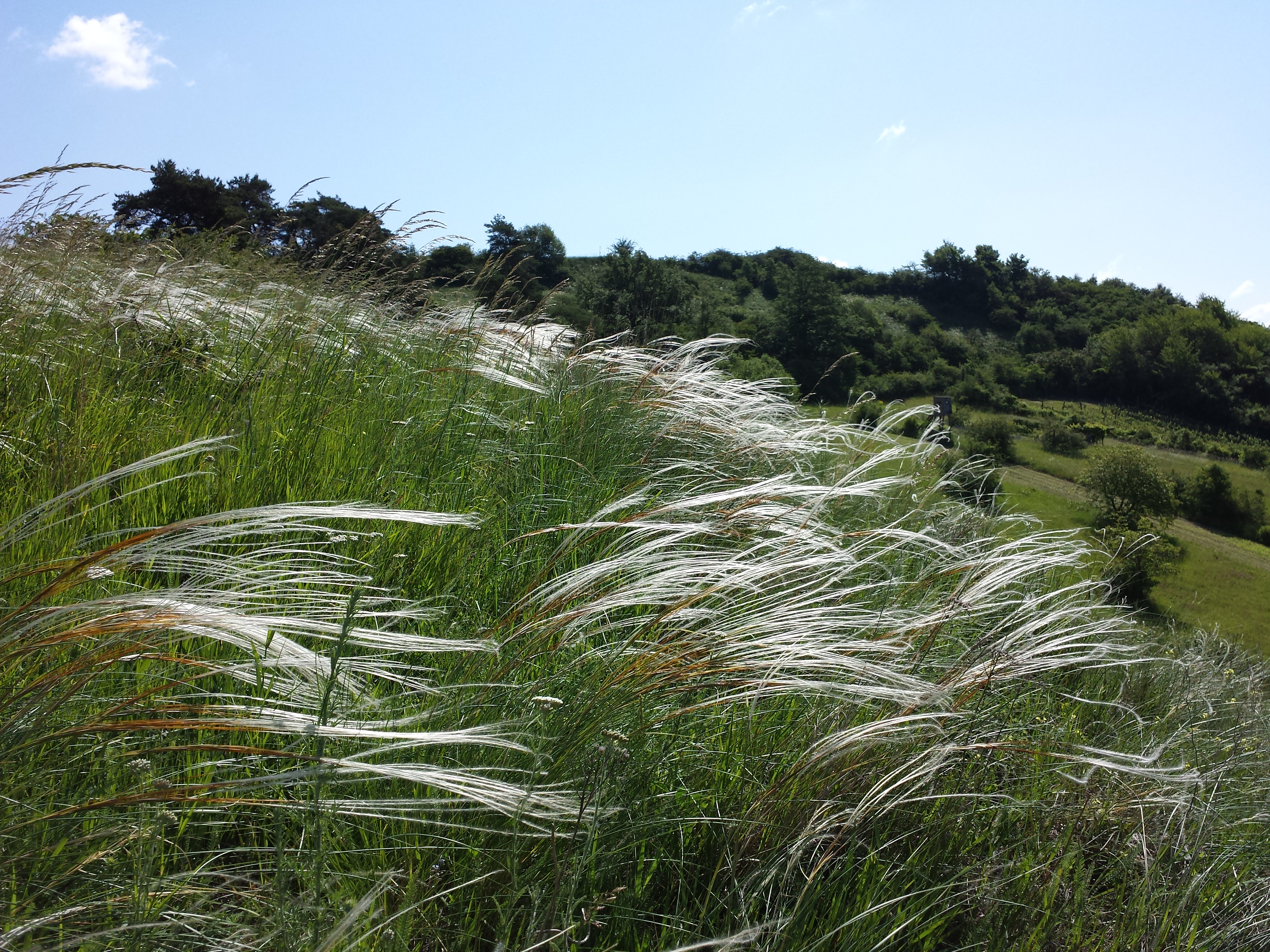
En su hábitat

## Descripción
Puede alcanzar 1 m de altura, amacollada, muchos tallos juntos, derechos y redondos. Es una planta perenne. Tiene 4-6 espículas apiñadas y cubiertas por la hoja superior. Glumas estrechas, acanaladas o rayadas, blanquecinas, verdosas o amarillentas, casi iguales, de 8 cm de longitud, incluida la arista o argaña y el largo rabillo. Un fruto plumosos, largo, redondo y estrecho, con arista de unos 25 cm de longitud, retorcida y acodada en un tramo de la base, luego como una pluma rodeada de numerosos pelos finos, largos y de color blanco plateado, formando curvas o bucles dispuestos caprichosamente. Hojas enrolladas, rayadas y estrechas, de color verde amarillento o verde azulado, cambiando con la madurez. De 5 mm de anchura la vaina, que se enrolla de principio sobre las espículas y los tallos, hasta 10 cm de longitud, derechas y enrolladas, de 1 mm de diámetro. La hoja superior entre las aristas o argañas, sin llegar a su longitud. Se dice que son setáceas porque terminan en una larga y fina punta.

## Distribución y hábitat
En España (Castilla y León). Se encuentra en vallonadas con pasto duro, en robadillos de caminos, declives y bordes secos, bargadas. Es escasa. Florece a final de primavera.

## Taxonomía
Stipa pennata fue descrita por Carlos Linneo y publicado en Species Plantarum 1: 78. 1753.
Etimología
Stipa: nombre genérico que deriva del griego stupe (estopa, estopa) o stuppeion (fibra), aludiendo a las aristas plumosas de las especies euroasiáticas, o (más probablemente) a la fibra obtenida de pastos de esparto.
pennata: epíteto latíno que significa "emplumada".
Sinonimia
- Aristida pennata var. rigida Roshev.
- Stipa anomala P.A.Smirn. ex Roshev.
- Stipa appendiculata Celak.
- Stipa austriaca (Beck) Klokov
- Stipa austroitalica subsp. appendiculata (Celak.) Moraldo
- Stipa austroitalica var. appendiculata (Celak.) Martinovský
- Stipa balcanica (Martinovský) Kouharov
- Stipa borysthenica Prokudin
- Stipa disjuncta Klokov
- Stipa dvorakii (Martinovský & Moraldo) Landolt
- Stipa eriocaulis Borbás
- Stipa gallica (Steven) Celak.
- Stipa germanica (Endtm.) Klokov
- Stipa graniticola Klokov
- Stipa iberica f. laevis Martinovský
- Stipa iberica var. pygmaea Martinovský
- Stipa joannis Čelak.
- Stipa lejophylla P.A.Smirn.
- Stipa mediterranea subsp. gallica (Čelak.) Asch. & Graebn.
- Stipa oligotricha Moraldo
- Stipa pulcherrima var. austriaca (Beck) Podp.
- Stipa pulcherrima var. gallica (Steven) Podp.
- Stipa sabulosa (Pacz.) Sljuss.
- Stipa sabulosa subsp. germanica (Endtm.) Martinovský Rauschert
- Stipa tauricola Celak.
- Stipa veneta Moraldo
- Stipa vulgaris Gueldenst.[6][7]